# パルク・オリンピック・リヨン
パルク・オリンピック・リヨン（仏: Parc Olympique lyonnais）は、フランス・ローヌ＝アルプ地域圏リヨン郊外、ローヌ県デシーヌ＝シャルピューにあるスタジアム。サッカークラブのオリンピック・リヨンのホームスタジアム。リヨン市中心部から見て東12kmの距離にある。
かつては、スタッド・ドゥ・ルミエール（Stade des Lumières）と呼ばれていたが、2017年よりグルパマが命名権（ネーミングライツ）を取得しており、グルパマ・スタジアム（Groupama Stadium）の呼称を使用している。また、2024年パリオリンピックでは、スタッド・ドゥ・リヨン（Stade de Lyon）の呼称を用いている。

## 歴史
2008年9月1日、オリンピック・リヨンのジャン＝ミシェル・アウラス会長は、リヨン郊外のデシーヌ＝シャルピューにある50ヘクタールの土地に、複合施設OLランド（仮称）を建設する計画を発表した。OLランドの一部として60,000人収容の新スタジアムが建設され、最先端のスポーツ施設、ホテル2棟、レジャーセンター、商業施設、業務オフィスなどが併設される。10月13日、フランス政府、ローヌ県議会、リヨン都市共同体（グラン・リヨン）、SYTRAL（ローヌ県・リヨン都市圏交通混成事務組合、リヨン・メトロなどを運行）によって計画が承認され、スタジアム建設のためにデシーヌ＝シャルピュー市から約1億8000万ユーロの公的資金が、リヨン都市共同体から6000万-8000万ユーロの公的資金が投じられることが発表された。しかし、計画発表以降のクラブ側の努力も空しく、行政手続きの遅延、政治的利害関係、建設反対派の様々な抵抗運動などによって着工が妨げられた。反対派は納税者やデシーヌ＝シャルピュー市の地域社会の声として、スタジアム建設における財政的、環境的、社会的な不正を訴えている。
2009年9月22日、レキップ紙は「フランスサッカー連盟(FFF)はUEFA EURO 2016の開催地（12ヶ所）のひとつにOLランドを選出した」と報じた。同年11月11日、フランスサッカー連盟は公式に開催地を発表し、リヨン市も開催地に選出された。2024年パリオリンピックではサッカー会場として使用される。

## ギャラリー

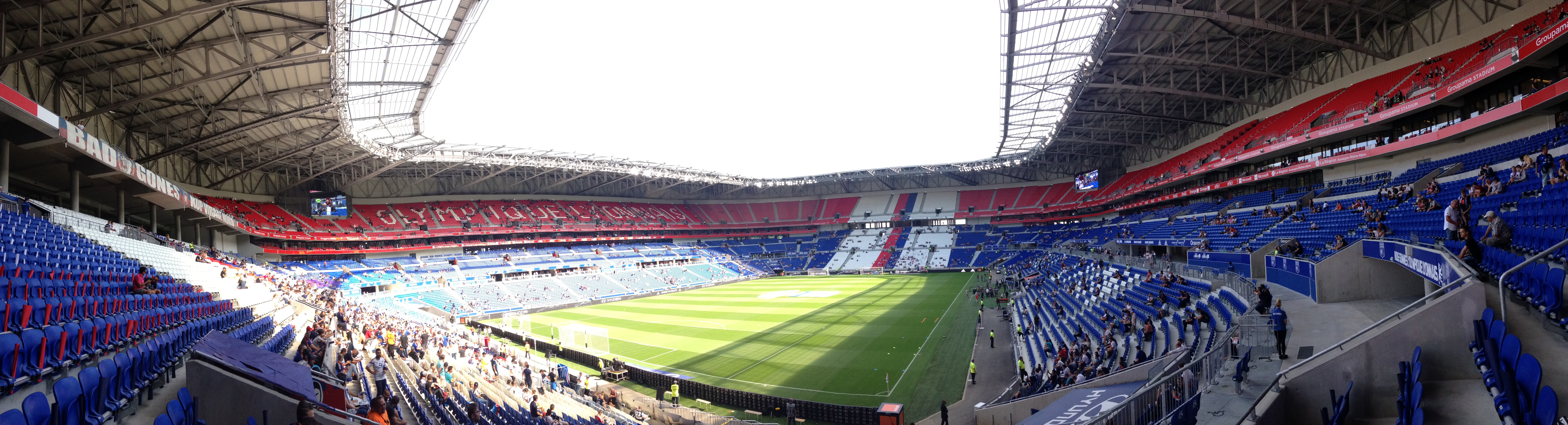
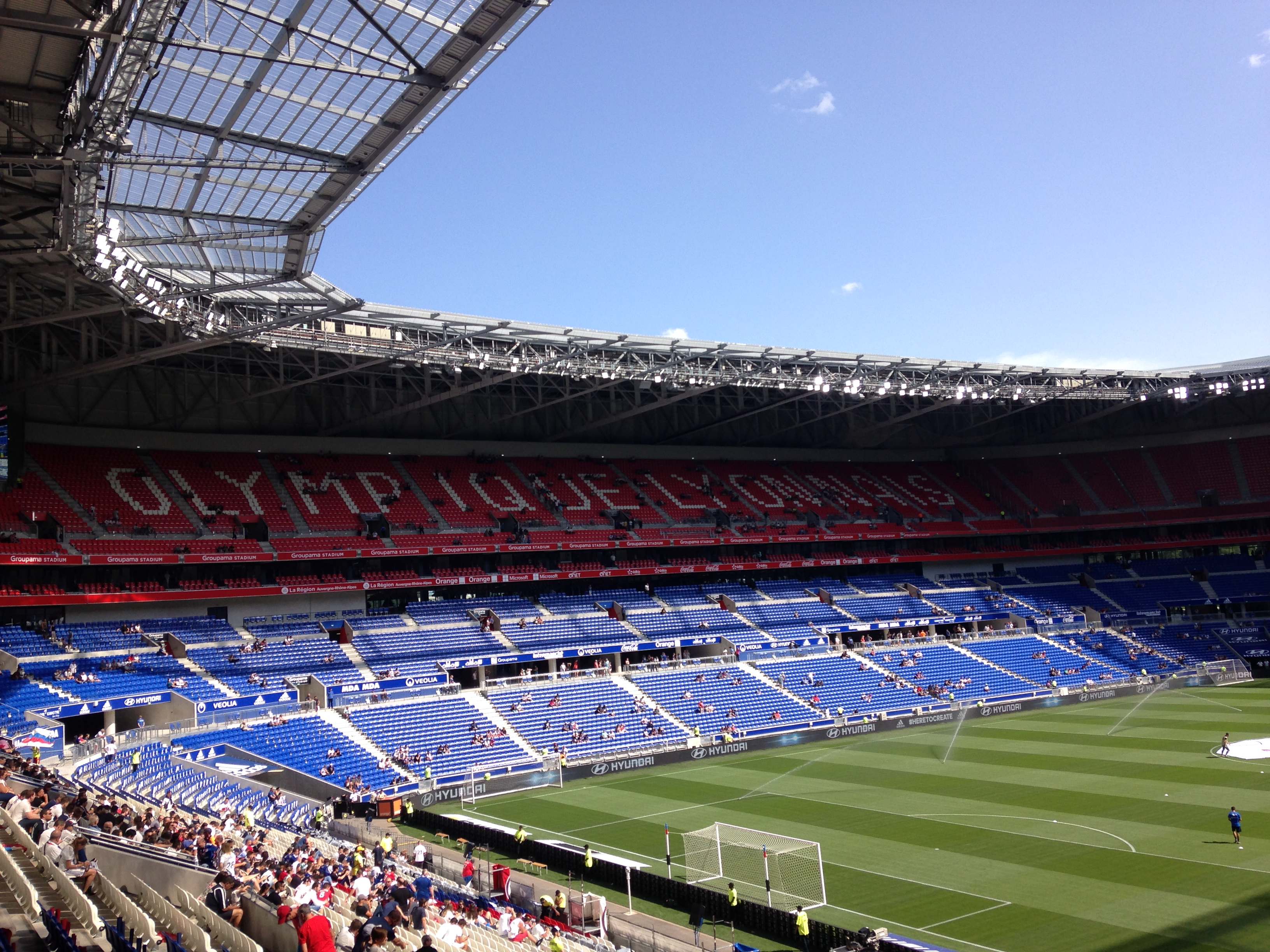
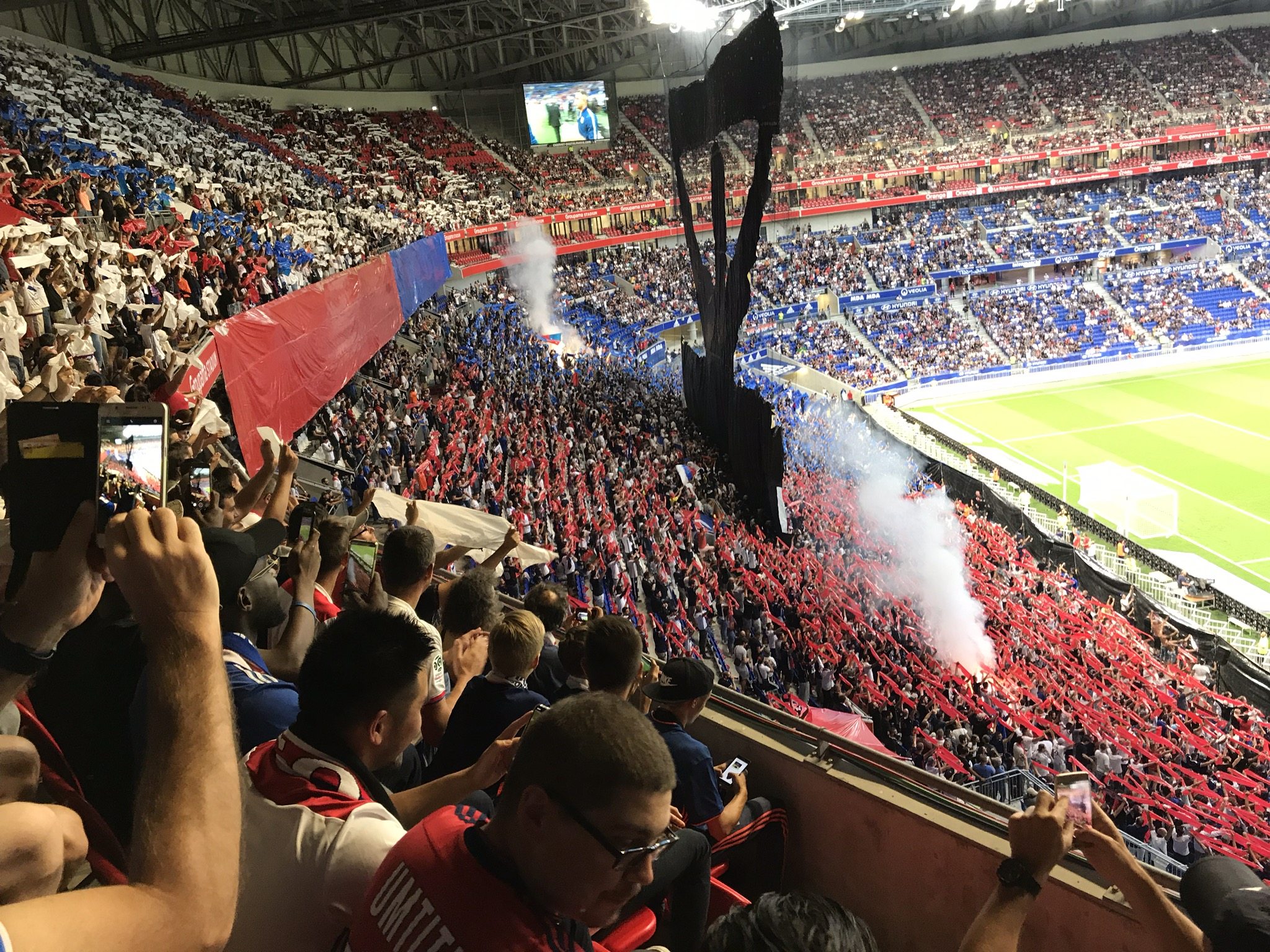
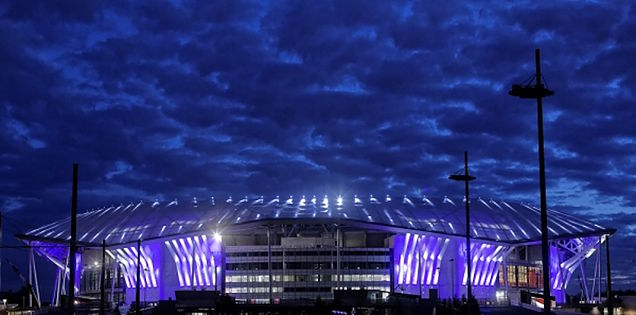